# Isaac Achega
Isaac Rei Achega, mais conhecido como Isaac Achega (Minde, 28 de Dezembro de 1981), é um músico (baterista e percussionista) português.

## Biografia
Nascido a 28 de Dezembro de 1981, começou a tocar bateria com 11 anos. Aos 17 anos foi viver para Lisboa onde começou a estudar bateria no Hot Clube de Portugal durante um período de 3 anos.
Mais tarde continuou os seus estudos na Academia de Amadores de Música de Lisboa com o professor Alexandre Frazão, tornando-se este uma importante influência para ingressar na licenciatura em Jazz e Música Moderna na Universidade Lusíada.
Músico freelancer multifacetado, exprime-se em diversos estilos musicais, como Jazz, Blues, Funk, PopRock, etc, tendo colaborado com artistas nacionais e internacionais tais como Sir Giant, Joana Lobo Anta, Ashfield, MAU, Nobody's Bizness, Clara Ghimel, Amália Baiona, Le Grind, Carlos Bica, Li'l Twister, Paulo Brissos, Flávio Guimarães, Otis Grand, Bob Margolin, Paul Lamb, Chantel McGregor, Dead Combo, Ala dos Namorados, The Lucky Duckies, entre outros.
Presentemente, apesar de manter uma actividade regular com vários artistas, lecciona bateria no Coro de Santo Amaro de Oeiras e na Upbeat Estúdios, e é um dos responsáveis pela organização do Festival de Jazz de Minde.